# Анджело Бінаскі
Анджело Бінаскі (італ. Angelo Binaschi, * 15 січня 1889, Коццо — † 15 березня 1973) — італійський футболіст, захисник.
Відомий виступами за клуб «Про Верчеллі», а також національну збірну Італії.

## Клубна кар'єра
У дорослому футболі дебютував 1909 року виступами за команду клубу «Про Верчеллі», кольори якої і захищав протягом усієї своєї кар'єри гравця, що тривала тринадцять років. 

## Виступи за збірну
1911 року дебютував в офіційних матчах у складі національної збірної Італії. Протягом кар'єри у національній команді, яка тривала усього 3 роки, провів у формі головної команди країни 9 матчів. У складі збірної був учасником  футбольного турніру на Олімпійських іграх 1912 року у Стокгольмі.

## Титули і досягнення
- Чемпіон Італії (5):

«Про Верчеллі»:  1909, 1910–11, 1911–12, 1912–13, 1920–21